# Plymouth Belvedere
Plymouth Belvedere – samochód osobowy klasy wyższej produkowany pod amerykańską marką Plymouth w latach 1954–1970.

## Pierwsza generacja

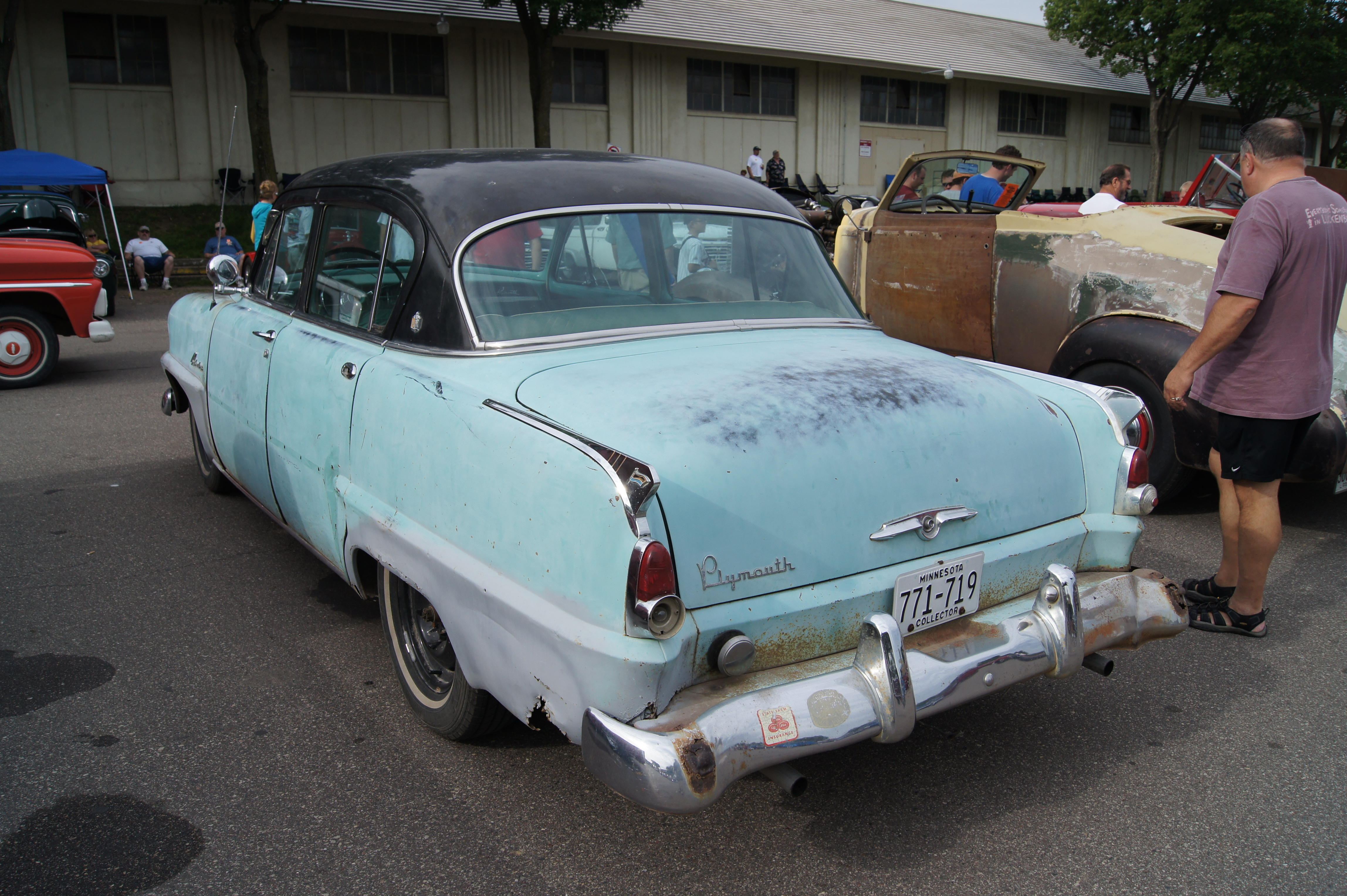
Plymouth Belvedere I - tył

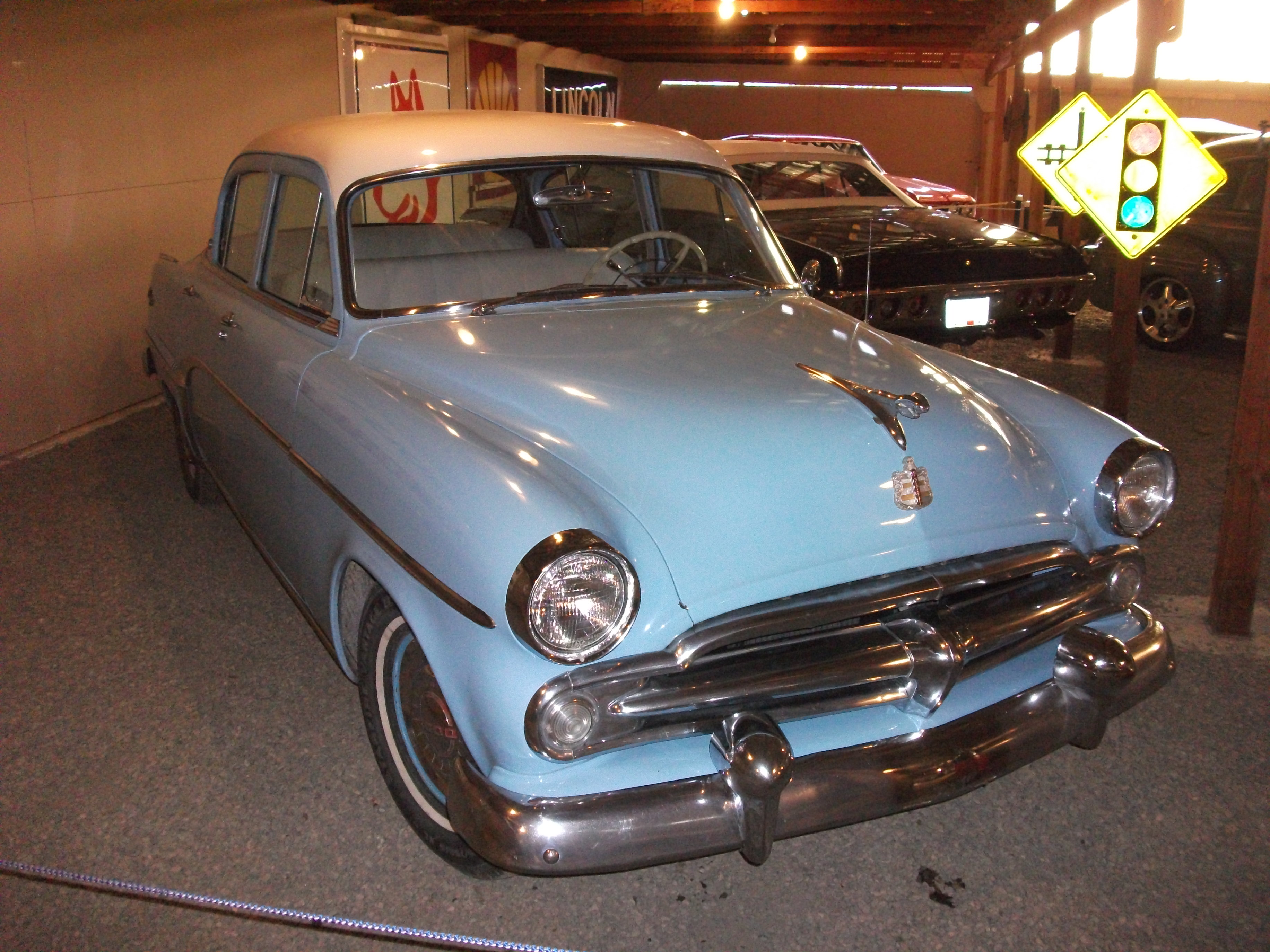
kanadyjski Dodge Mayfair I

Plymouth Belvedere I został zaprezentowany po raz pierwszy w 1954 roku.
Po tym, jak na początku lat 50. XX wieku nazwa Belvedere była stosowana dla jednego z wariantów modelu Cranbrook, ostatecznie została ona nadana jego następcy.
Pierwsza generacja Plymoutha Belvedere powstała według stosowanej dla pokrewnych konstrukji producenta z połowy lat 50. W efekcie, samochód charakteryzował się obłymi nadkolami, dużymi okrągłymi reflektorami a także dużą chromowaną atrapą chłodnicy z poprzeczką zdobioną dwoma pogrubieniami.

### Kanada
Na rynku kanadyjskim pierwsza generacja Plymoutha Belvedere była sprzedawana pod bratnią marką Dodge jako Dodge Mayfair. Różnice wizualne były minimalne, ograniczając się do innych oznaczeń producenta.

### Silniki
- L6 3.8l

## Druga generacja

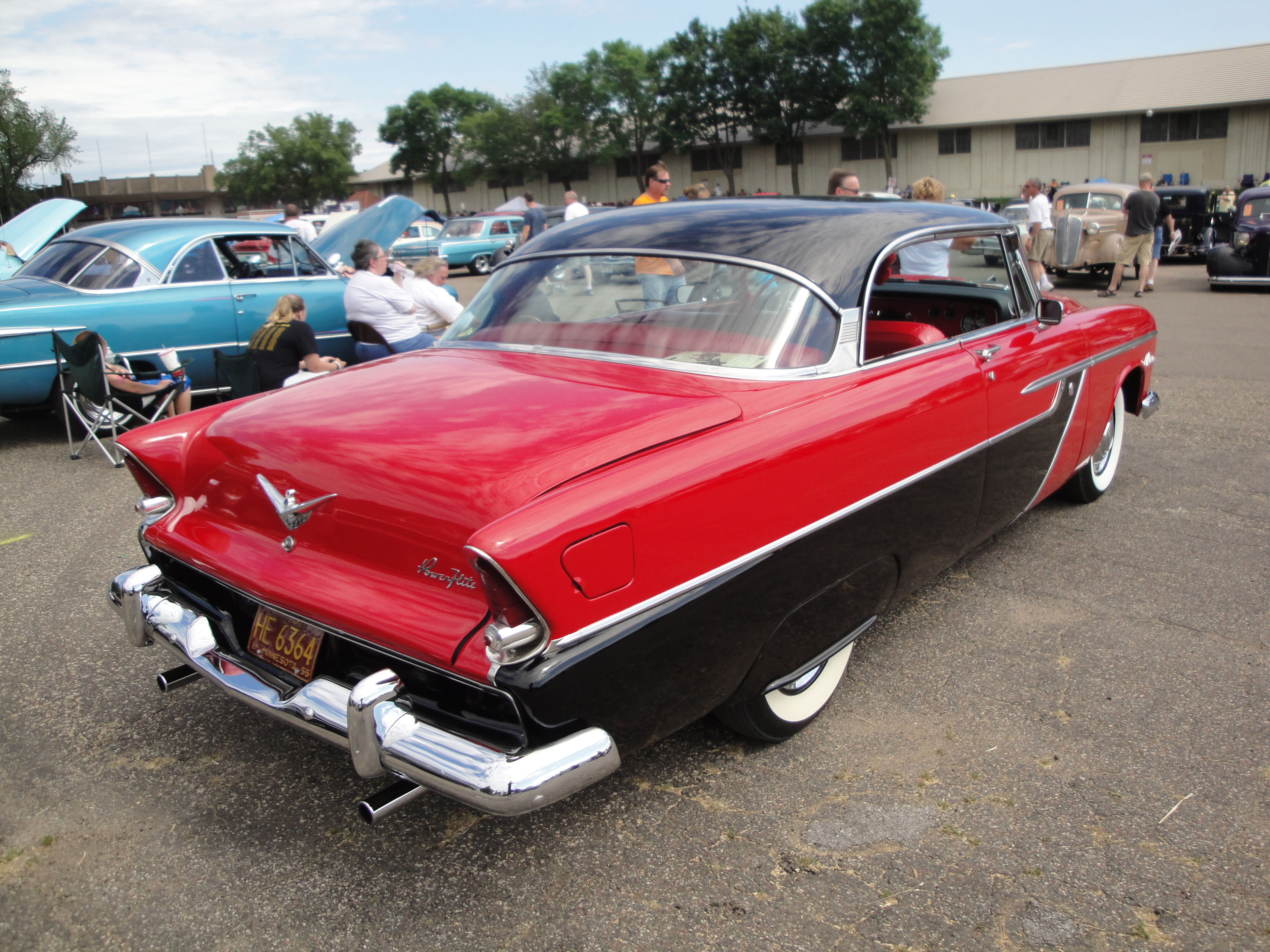
Plymouth Belvedere II - tył

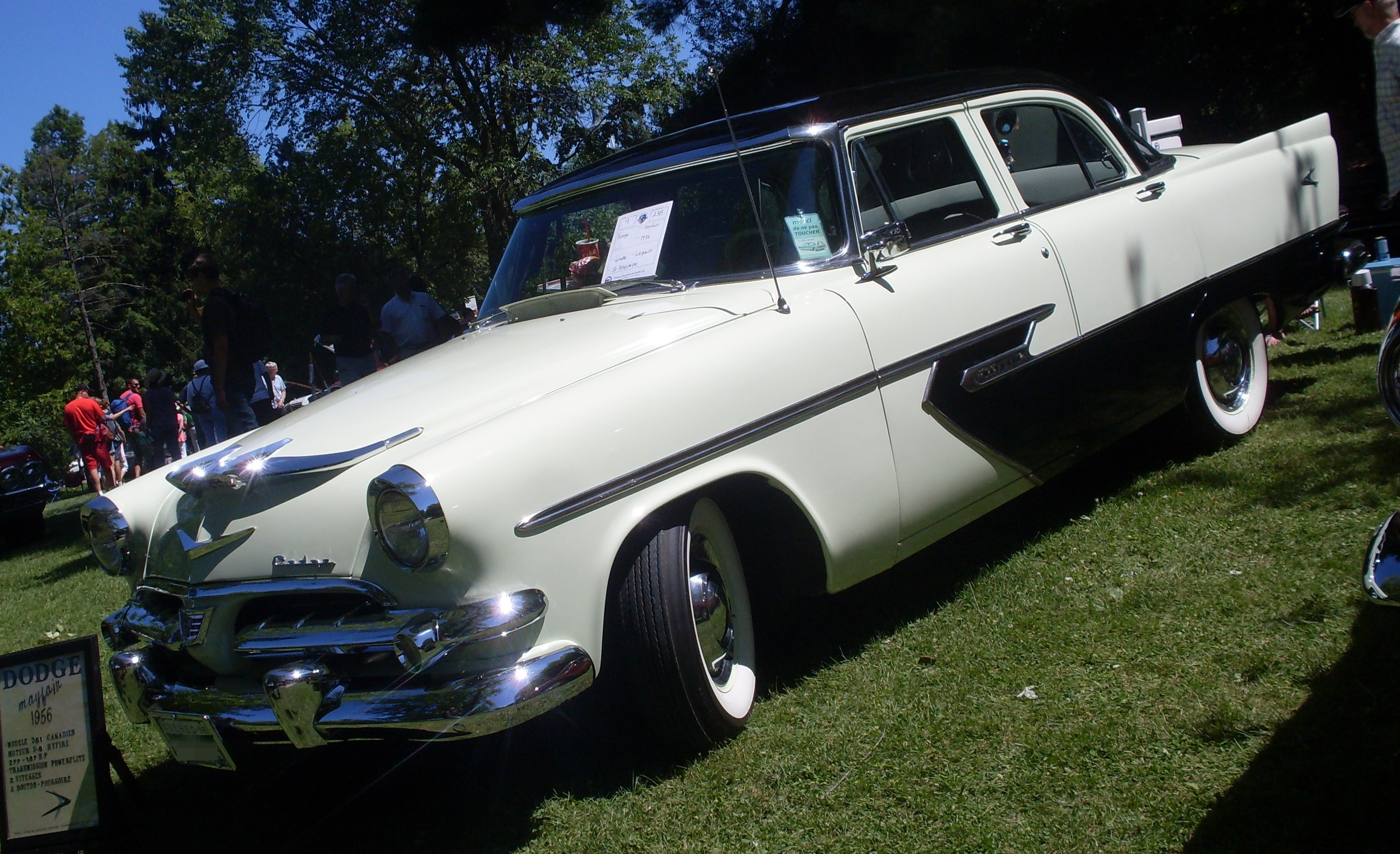
kanadyjski Dodge Mayfair II

Plymouth Belvedere II został zaprezentowany po raz pierwszy w 1955 roku.
Wraz z gruntowną modernizacją gamy dużych modeli Plymouth, także i druga generacja linii modelowej Belvedere przeszła obszerny zakres modyfikacji zarówno pod kątem wymiarów, jak i stylistyki nadwozia.
Karoseria zyskała bardziej wyraziste kształty, ze strzelistą zabudową reflektorów, a także ostro zakończonymi błotnikami tylnymi z umieszczonymi na nich lampami. Ponownie dostępne było dwukolorowe malowanie nadwozia.

### Kanada
Po raz drugi i zarazem ostatni Plymouth Belvedere był oferowany także w Kanadzie pod inną marką koncernu Chrysler, jako Dodge Mayfair. Pas przedni wyróżniał inny wygląd błotników i reflektorów.

### Silniki
- L6 5.6l
- V8 5.8l
- V8 6.1l
- V8 6.3l
- V8 7.0l
- V8 7.4l
- V8 7.6l

## Trzecia generacja

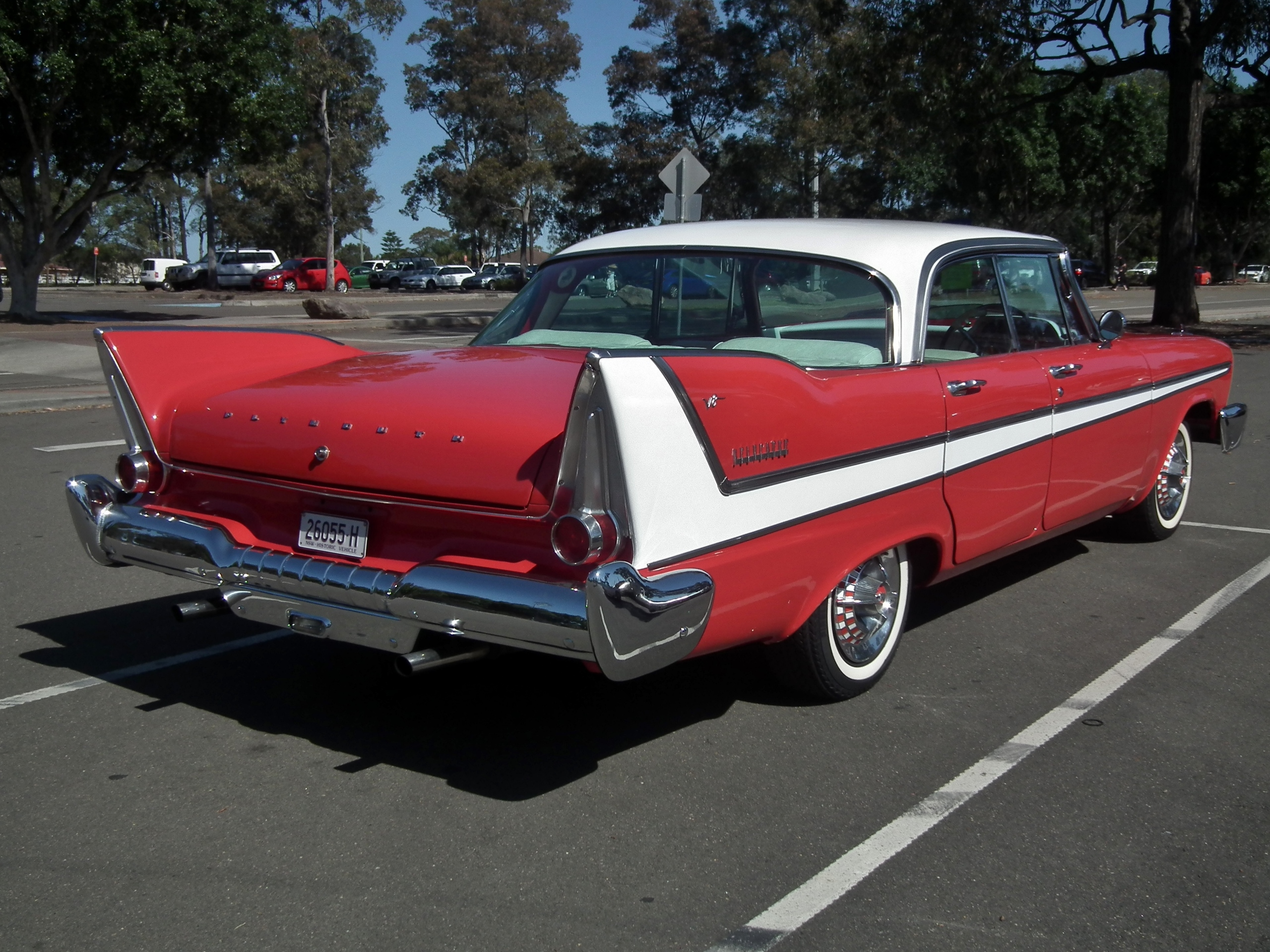
Plymouth Belvedere III - tył

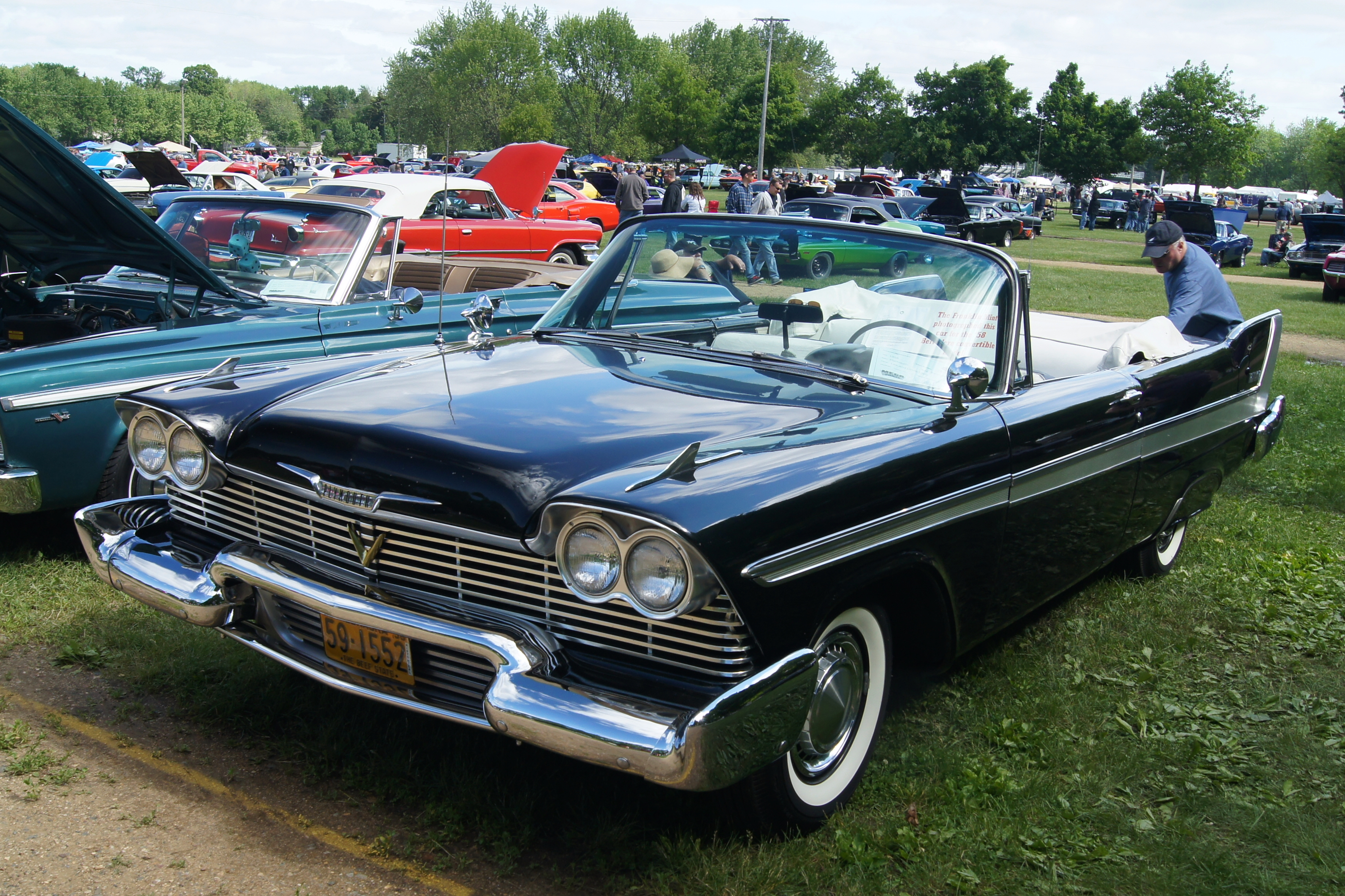
Plymouth Belvedere III Cabriolet

Plymouth Belvedere III został zaprezentowany po raz pierwszy w 1957 roku.
Po dwóch latach produkcji dotychczasowego wcielenia Plymoutha Belvedere, producent ponownie obszernie zrestylizował tę linię modelową prezentując trzecią generację. Podobnie do pokrewnych modeli Plaza i Savoy, Belvedere wyróżniał się podłużną maską, która zwieńczona była szerokim przodem zdobionym dużą chromowaną atrapą chłodnicy.
Tylną część nadwozia zdobiła z kolei podłużna klapa bagażnika, a także strzeliste błotniki zakończone ostrymi kantami z umieszczonymi na nich lampami. Rozwinięciem motywu dwukolorowego malowania nadwozia z poprzedników była tym razem strzelista, biała strzała biegnąca przez panele boczne nadwozia.

### Silniki
- L6 3.8l
- V8 3.9l
- V8 4.3l
- V8 4.5l
- V8 4.9l
- V8 5.2l
- V8 5.7l

## Czwarta generacja

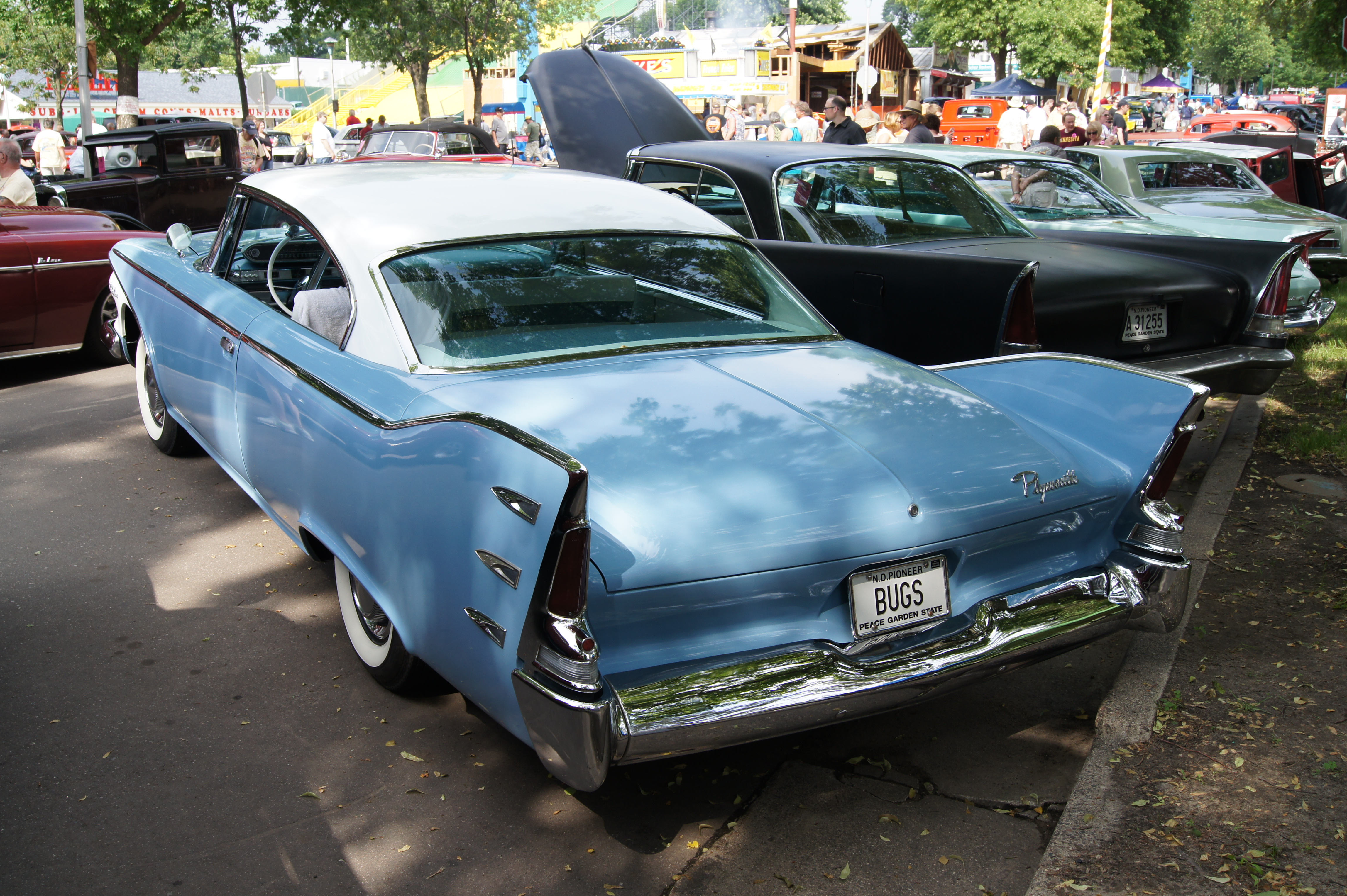
Plymouth Belvedere IV - tył

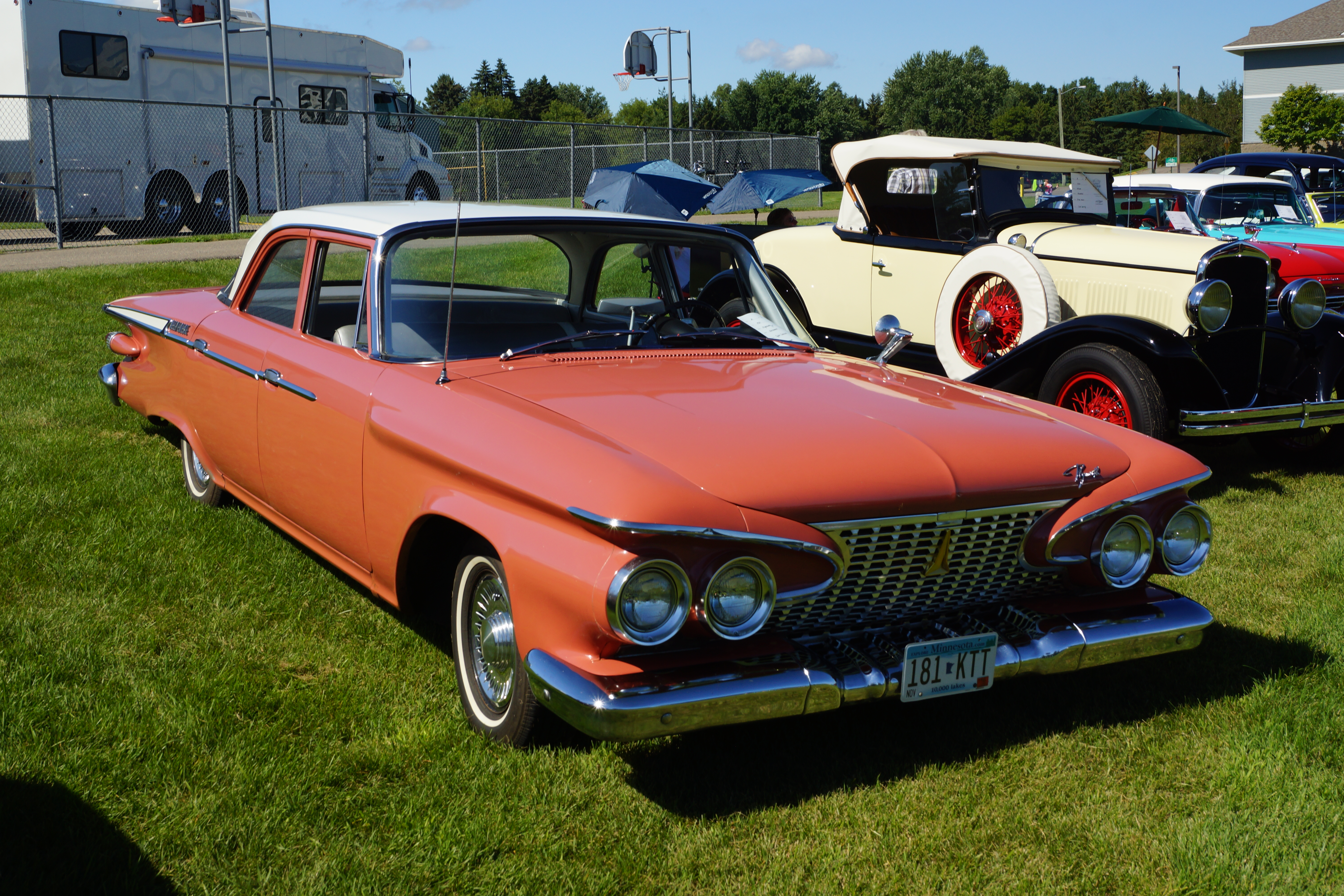
Plymouth Belvedere IV Sedan

Plymouth Belvedere IV został zaprezentowany po raz pierwszy w 1960 roku.
Czwarta generacja Plymoutha Belvedere stanowiła rozwinięcie koncepcji stylistycznej poprzednika, zyskując bardziej awangardowy kształt błotników. Z przodu pojawiły się charakterystyczne łukowate przetłoczenia biegnące od nadkoli do reflektorów, z kolei z tyłu pojawiły się strzeliste zakończenia nadkoli w ostrej formie.
Dużą zmianą było też znacznie niższe umieszczenie podwójnych reflektorów, ponownie jak w przypadku mniejszej atrapy chłodnicy. Opcjonalnym rozwiązaniem ponownie było dwukolorowe malowanie nadwozia.

### Silniki
- L6 3.8l
- V8 3.9l
- V8 4.3l
- V8 4.5l
- V8 4.9l
- V8 5.2l
- V8 5.7l

## Piąta generacja

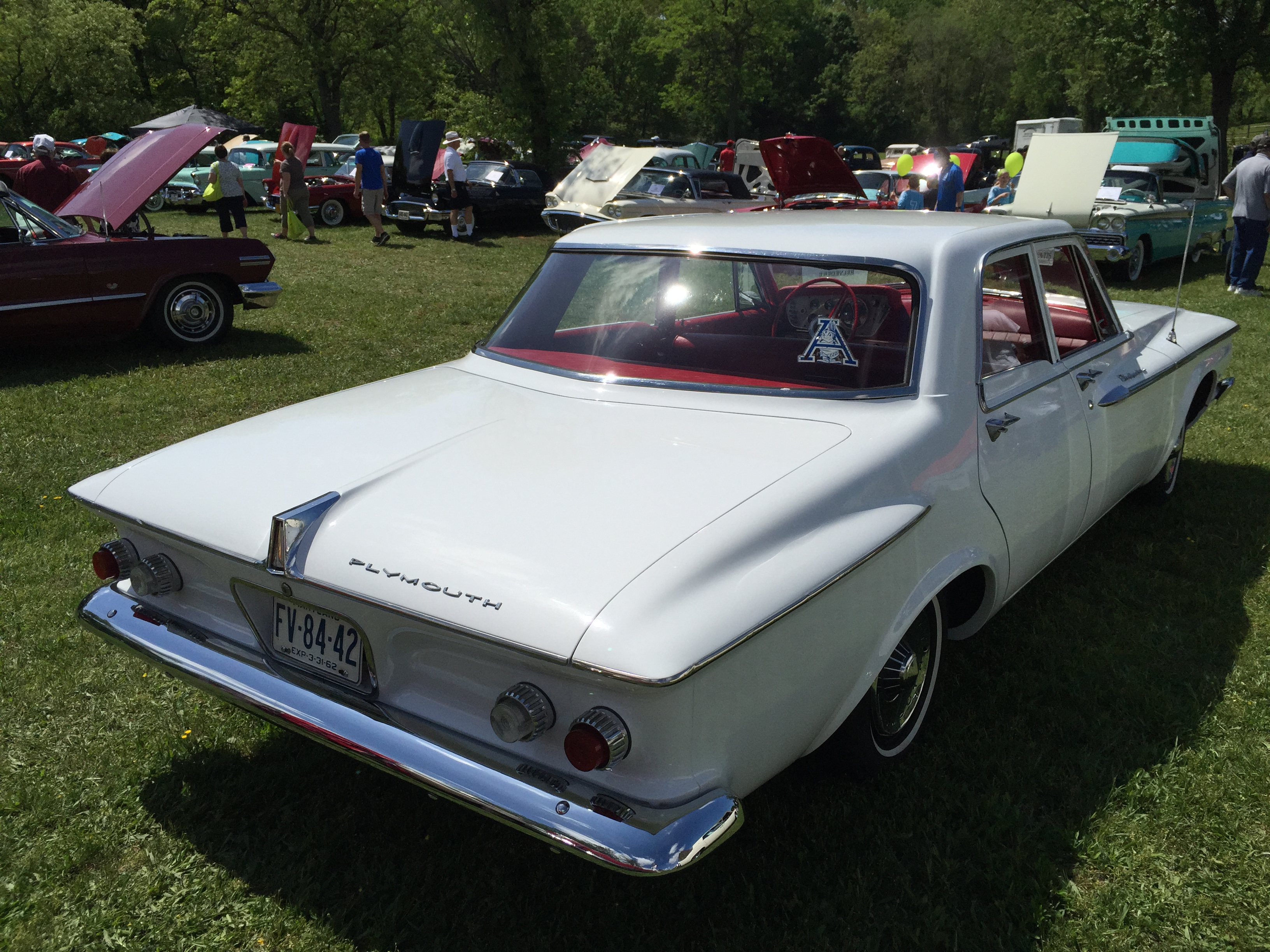
Plymouth Belvedere V - tył

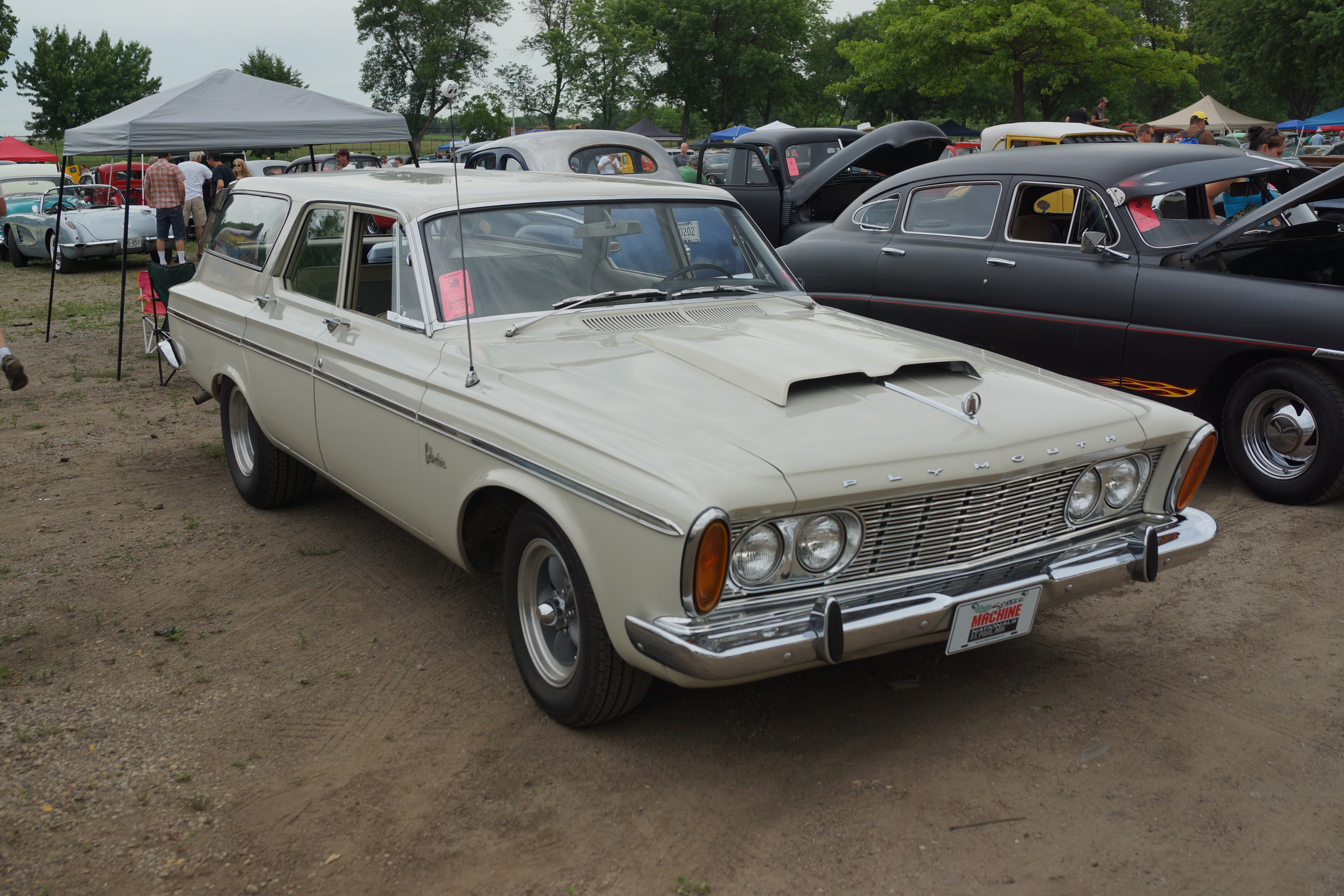
Plymouth Belvedere V Kombi po liftingu

Plymouth Belvedere V został zaprezentowany po raz pierwszy w 1962 roku.
Konstruując piątą generację modelu Belvedere, koncern Chrysler postanowił oprzeć ten model na nowej platformie B-body, na której zbudowany został także bliźniaczy model Dodge Custom 880. W ramach tzw. polityki downsizingu, wymiary zewnętrzne zostały zmniejszone, a sam Plymouth Belvedere piątej generacji zyskał bardziej zwarte proporcje nadwozia z podłużnymi przetłoczeniami w nadkolach.

### Restylizacje
Podczas trwającej 3 lata produkcji piątej generacji Plymoutha Belvedere, samochód przeszedł dwie obszerne restylizacje, które obejmowały głównie zmiany w wyglądzie pasa przedniego. Pierwszą przeprowadzono w roku 1962, z kolei kolejną - rok później, w 1963 roku.

### Silniki
- L6 3.7l
- V8 6.3l

## Szósta generacja

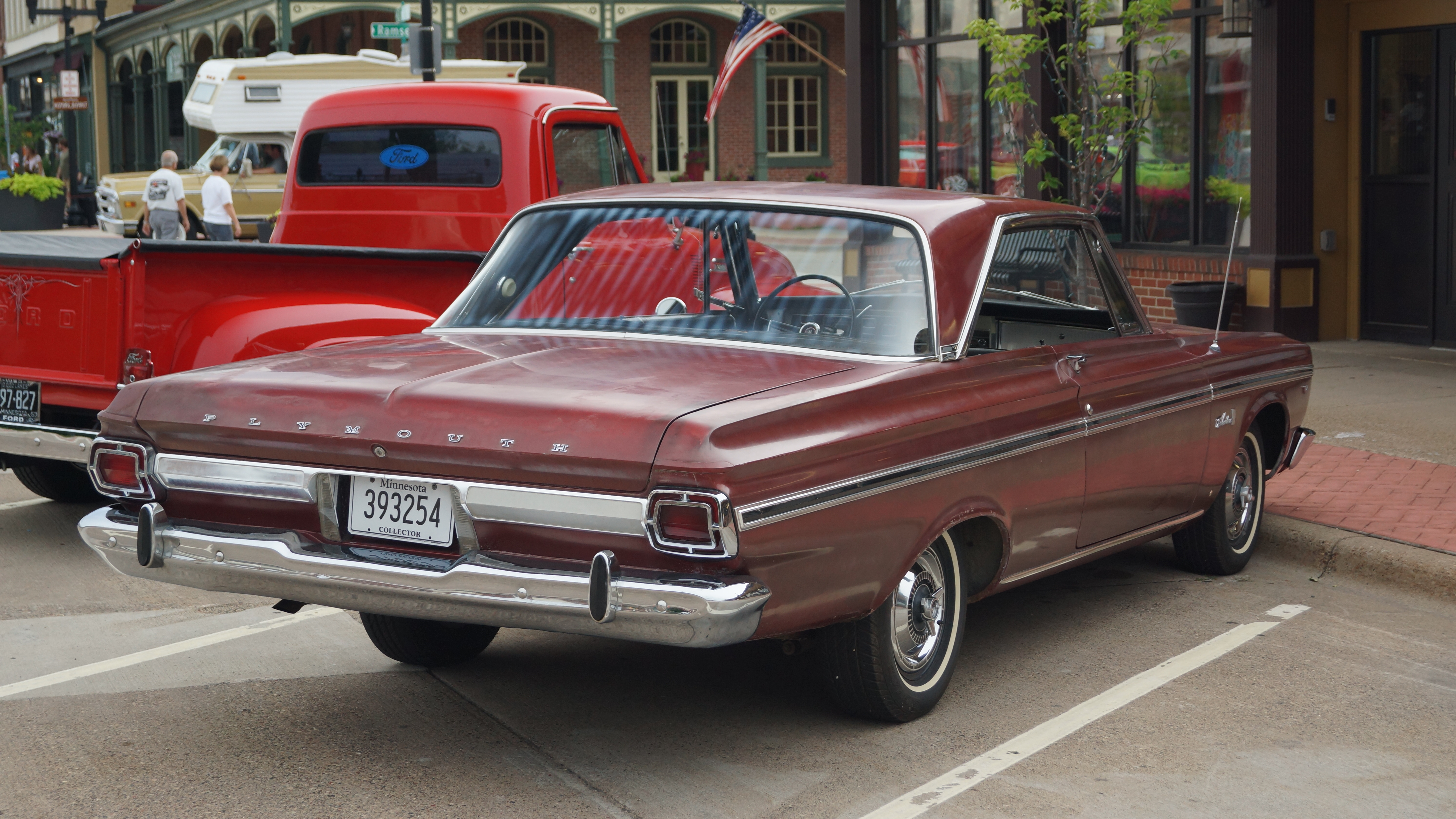
Plymouth Belvedere VI - tył

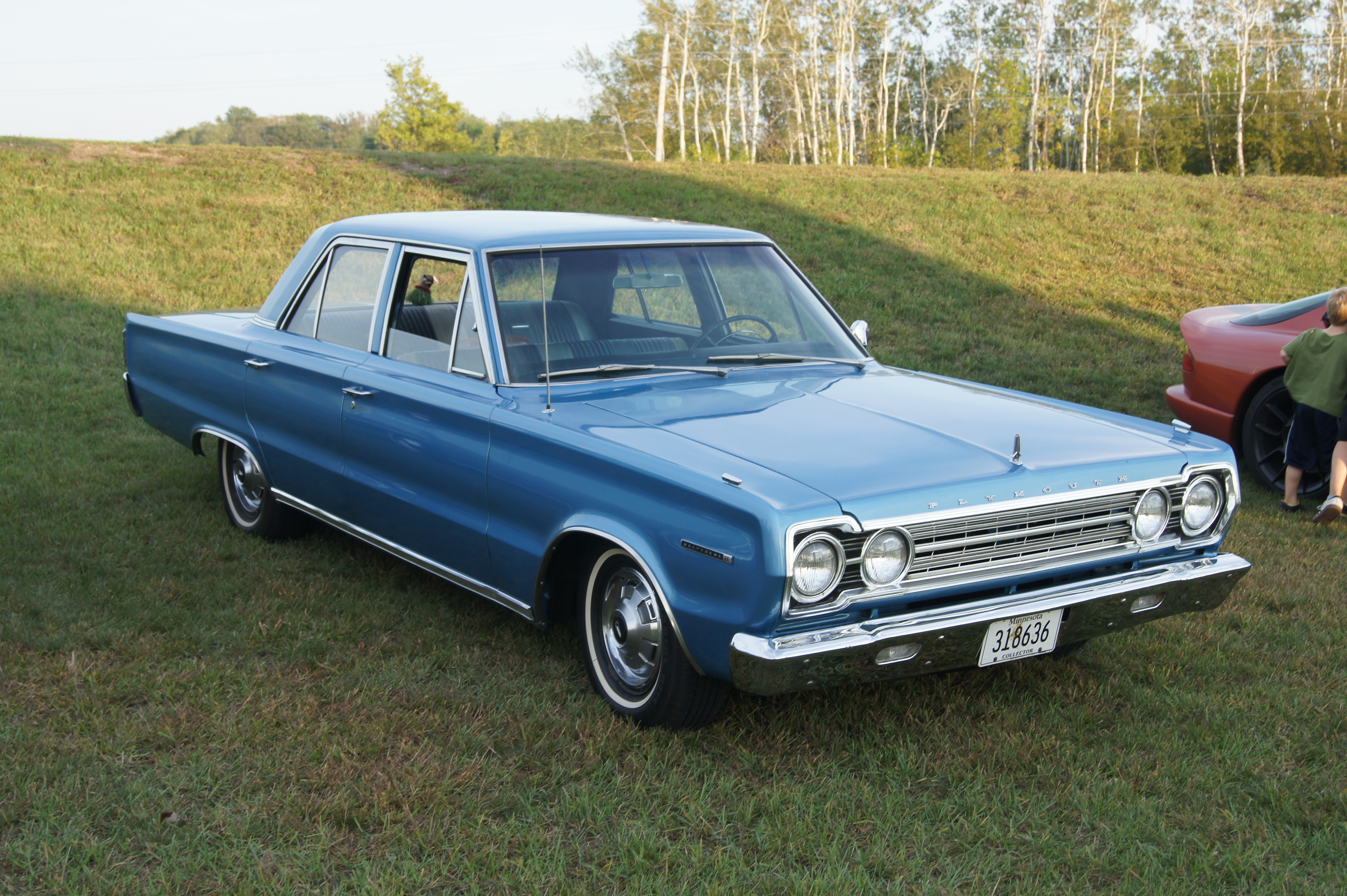
Plymouth Belvedere VI Sedan po liftingu

Plymouth Belvedere VI został zaprezentowany po raz pierwszy w 1965 roku.
Szósta generacja Plymoutha Belvedere ponownie została oparta na platformie B-body, przechodząc obszerne modyfikacje pod kątem kształtu i proporcji nadwozia. Zyskało ono tym razem znacznie bardziej stonowane i foremne proporcje, z łagodnie poprowadzonymi przetłoczeniami biegnącymi po bocznych panelach.

### Restylizacje
Podczas trwającej 3 lata produkcji szóstej generacji Plymoutha Belvedere, samochód przeszedł dwie restylizacje w wyglądzie nadwozia, z czego obie przyniosły zmiany przede wszystkim w wyglądzie pasa przedniego. Pierwsza miała miejsce w 1966 roku, z kolei kolejna, rok później.

### Silniki
- L6 3.7l
- V8 4.5l
- V8 5.2l
- V8 5.2l
- V8 5.6l
- V8 5.9l
- V8 7.0l

## Siódma generacja

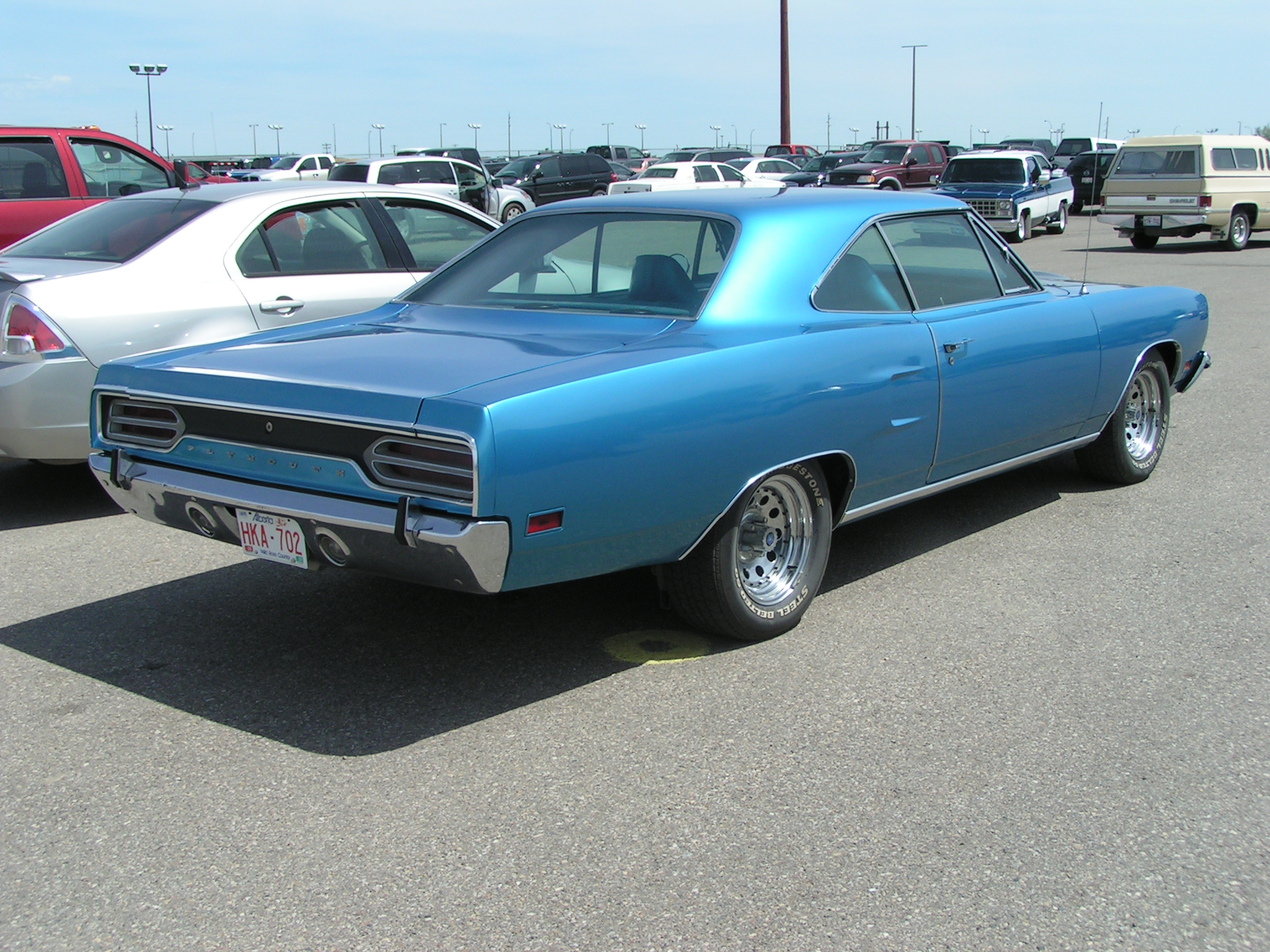
Plymouth Belvedere VII - tył

Plymouth Belvedere VII został zaprezentowany po raz pierwszy w 1968 roku.
Siódma i zarazem ostatnia generacja Plymoutha Belvedere była głęboko zmodernizowanym poprzednikiem, będąc ściśle spokrewnioną konstrukcją wobec modelu Satellite. 
Nawiązując do kierunku stylistycznego inspirowanego butelką Coca-Coli, nadwozie zyskało charakterystyczne, obłe tylne nadkole, a także zwarto poprowadzone proporcje drzwi.

### Koniec produkcji
Produkcja Plymoutha Belvedere została zakończona w 1970 roku na rzecz następcy, którym stał się ofeorwany dotychczas równolegle model Satellite.

### Silniki
- V8 4.5l
- V8 5.2l
- V8 5.6l
- V8 6.3l
- V8 7.0l